# Rekeep
Rekeep S.p.A., fino al 2018 Manutencoop Facility Management S.p.A., è un'azienda italiana che si occupa di gestione ed erogazione di servizi integrati rivolti agli immobili, al territorio e a supporto dell'attività sanitaria.
Controllato da Manutencoop Società Cooperativa, ha sede direzionale a Zola Predosa (Bologna) ed è presente con sedi e presidi operativi in tutta Italia.

## Storia

### Gli inizi
Manutencoop Società Cooperativa – realtà da cui, nel 2003, nasce Manutencoop Facility Management S.p.A attraverso uno spin off del ramo d'azienda operante nell'omonimo settore – nasce a Bologna nel 1938, per iniziativa di 16 operai impiegati nell'ambito degli appalti delle Ferrovie di Stato.
Negli anni sessanta, a fronte della diminuzione di commesse da parte di Ferrovie, i soci della cooperativa decidono di diversificare la propria offerta di servizi. A partire dagli anni ottanta, la cooperativa si dà una struttura organizzativa di stampo più moderno e focalizza il proprio impegno nel mercato dei servizi agli immobili.
Tra la fine degli anni novanta e il 2000 porta a termine diverse acquisizioni: rileva la società Fleur, lavanderia industriale prossima al fallimento attiva oggi con il nome Servizi Ospedalieri nel settore dei servizi specialistici di supporto all'attività sanitaria, e acquisisce la partecipazione nel capitale sociale di Roma Multiservizi, attiva nel facility management, società in cui Manutencoop è partner industriale del Comune di Roma.

### Lo spin off
Manutencoop Facility Management S.p.A. nasce nel 2003 dallo spin off del ramo d'azienda di Manutencoop Società Cooperativa dedicato al facility management: la nuova società è controllata da Manutencoop Società Cooperativa per il 66% (presidente è Claudio Levorato) e partecipata da un pool di fondi di private equity.
Negli anni successivi la società prosegue nella crescita per linee esterne con l'acquisizione di varie imprese operanti nel settore del Facility Management (nel 2006 Luigi Minati Service e Teckal e il 100% di MCB) mentre la controllata Servizi Ospedalieri acquisisce il 100% di Omasa, entrando nel mercato della sterilizzazione dei ferri chirurgici.
Nel 2008 Manutencoop Facility Management crea due start up, entrambe controllate al 100%: SMAIL, specializzata nelle attività di progettazione, gestione, manutenzione e sviluppo di reti di impianti di illuminazione, e MIA, che si occupa di progettazione, installazione e manutenzione di impianti elevatori.
A fine 2008, con un aumento di capitale, Manutencoop Facility Management acquisisce il 100% di Pirelli RE Integrated Facility Management S.p.A., capogruppo di società specializzate nel settore dei servizi di Facility Management e uno dei principali concorrenti di Manutencoop in Italia. Con l'acquisizione e la successiva fusione di Pirelli RE IFM S.p.A., Manutencoop diviene il principale operatore italiano nel Facility Management.
Nel 2009, con l'acquisizione dell'80% del Gruppo Sicura, entra  nel settore dei servizi per la prevenzione degli incendi, per la protezione dei macchinari e per la sicurezza di beni e persone. Il 30 dicembre 2014 cede il 100% del capitale della società Manutenzione Installazione Ascensori (MIA) alla consociata italiana di KONE Corporation.

### Rekeep
Nel 2017 Manutencoop, la società che ha il controllo di Manutencoop Facility Management, lancia un bond da 360 milioni di euro per liquidare i fondi di private equity diventando unico azionista. Nel maggio del 2018 Manutencoop Facility Management cambia nome ed è ribattezzato Rekeep:.

## Il gruppo
Rekeep S.p.A., società capogruppo, controlla/partecipa varie società specializzate nell'erogazione di diverse tipologie di servizi o dedicate a particolari segmenti di mercato:
- Servizi Ospedalieri S.p.A. (100%) attiva nel segmento del Laundering & Sterilization
- H2H Facility Solutions S.p.A. (100%) specializzata nel Facility Management per gruppi privati con articolazione a “rete”
- Roma Multiservizi S.p.A. (49%) creata nel 1994 dal Comune di Roma si occupa di servizi integrati per la città di Roma.
- SMAIL S.p.A. (100%) specializzata nella gestione, manutenzione e sviluppo di reti di impianti di pubblica illuminazione, illuminazione artistica e impianti semaforici di proprietà delle amministrazioni comunali
- Sicura S.p.A. (80%) prodotti e servizi per la prevenzione incendi
- Telepost S.p.A. (100%) gestione documentale

## Dati economici
Nel 2017 il gruppo ha registrato ricavi per 918 milioni di euro con un calo dell'1,2% rispetto ai 929,1 milioni del 2016. Ebitda di 88,6 milioni (95,8 milioni nel 2016), utile di 0,7 milioni e quindi in forte calo rispetto ai 35,5 milioni dell'anno precedente. L'indebitamento finanziario è di 156,7 milioni mentre era di 180,9 nel 2016.